# Peter II. (Alençon)
Peter II. von Alençon, genannt der Edle, (* 1340; † 20. September 1404 in Argentan) war Graf von Alençon und Le Perche.

## Leben
Peter war der dritte Sohn von Karl II., Graf von Alençon und Le Perche und der Maria von Kastilien, Tochter von Ferdinand II. de la Cerda. Sein Onkel war König Philipp VI. von Frankreich. Er folgte 1361 als Graf von Alençon, nachdem seine beiden älteren Brüder Geistliche wurden. Ab 1360 war er als Geisel für seinen Vetter König Johann II. von Frankreich in England. Nach seiner Rückkehr nach Frankreich kämpfte er mit seinem Bruder Robert von Le Perche gegen die Engländer in Aquitanien und eroberte Limoges. Später kämpfte er unter du Guesclin in der Bretagne, wurde bei Hennebont verwundet und nahm 1388 am Feldzug gegen Wilhelm I. von Geldern teil.
Als sein Bruder Robert 1377 kinderlos starb, erbte er dessen Grafschaften Le Perche und Porhoët.

## Familie
Er heiratet 1371 Marie Chamaillard (* um 1345; † 1425), Vicomtesse von Beaumont-au-Maine, Fresnay und Sainte-Suzanne, Tochter von Guillaume Chamaillard, sire d'Anthenaise und Marie de Beaumont-Brienne. Das Paar hatte 8 Kinder
- Maria (* 1373; † 1417), ⚭ 1390 Jean VII. d’Harcourt († 1452), Graf von Harcourt und Aumale, Baron d’Elbeuf.
- Peter (* 1374; † 1375)
- Johann (* 1375; † 1376)
- Maria (* 1377; † 1377)
- Johanna (* 1378 † 1403)
- Katharina (* 1380; † 1462), ⚭ 1411 Peter (* 1366; † 1412), Prinz von Navarra, Graf von Mortain ⚭ (2) 1413 Ludwig VII. von Bayern-Ingolstadt (* 1365; † 1447)
- Margarete, Nonne in Argentan, (* 1383; † nach 1400)
- Johann I. (* 1385; † 1415 in der Schlacht von Azincourt), Graf später Herzog von Alençon

Er hatte auch einen illegitimen Sohn:
- Peter der Bastard von Alençon, Herr von Aunou.

## Rezeption
In dem Filmdrama von Ridley Scott aus dem Jahr 2021 The Last Duel wird er von Ben Affleck gespielt.